# Antoine Joubeir
Antoine Joubeir, auch Antoun Joubier (* 18. August 1918 in Salvador, Libanon; † 4. Juni 1994) war Maronitischer Erzbischof von Tripoli im Libanon.

## Leben
Antoine Joubeir wurde am 8. November 1942 zum Priester geweiht. Am 12. Juli 1975 wurde er vom Papst zum Weihbischof in Tripoli berufen und zum Titularerzbischof von Apamea in Syria dei Maroniti ernannt. Der Maronitische Patriarch Erzbischof Anton Peter Khoraiche weihte ihn, unterstützt von den Mitkonsekratoren Erzbischof Elie Farah von Zypern und Bischof Joseph Merhi CML, am 23. August 1975 zum Bischof. Nach dem Tode seines Vorgängers Antoine Abed im Jahre 1975 war die Erzeparchie Tripoli vakant. Joubeir war von 1975 bis 1977 Patriarchaladministrator von Tripoli und erhielt den Titel eines Erzbischofs „ad personam“. Seit dem 4. August 1977 war er Erzbischof von Tripoli und wurde am 2. Juli 1993 altersgemäß als emeritierter Erzbischof eingesetzt.
1987 weihte er den späteren Erzbischof Joseph Soueif von Zypern zum Priester. Er war Mitkonsekrator bei Abdallah Bared zum Titularbischof von Tarsus (Weihbischof im Maronitischen Patriarchat von Antiochien), Béchara Pierre Raï OMM zum Titularbischof von Caesarea Philippi (später maronitischer Patriarch), Paul-Emile Saadé zum Titularbischof von Apamea in Syria dei Maroniti (Weihbischof in Antiochien und später Bischof von Batrun) und Gabriel Toubia, seinem Nachfolger als Erzbischof von Tripoli.